# Kanton Ax-les-Thermes
Der Kanton Ax-les-Thermes war bis 2015 ein französischer Wahlkreis im Département Ariège und in der Region Midi-Pyrénées. Er umfasste 14 Gemeinden im Arrondissement Foix, sein Hauptort (frz.: chef-lieu) war Ax-les-Thermes. Die landesweiten Änderungen in der Zusammensetzung der Kantone brachten im März 2015 seine Auflösung.

## Geschichte
Der Kanton wurde durch Erlass vom 18. Februar 2014 am 22. März 2015 durch den neuen und wesentlich größeren Kanton Haute-Ariège abgelöst.

## Geografie
Das Hauptgebiet des Kantons Ax-les-Thermes lag im Tal der Ariège.

## Gemeinden
| Gemeinde                    | Einwohner (Stand: 2022) | Code postal | Code Insee |
| --------------------------- | ----------------------- | ----------- | ---------- |
| Ascou                       | 115                     | 09110       | 09023      |
| Ax-les-Thermes              | 1277                    | 09110       | 09032      |
| L’Hospitalet-près-l’Andorre | 95                      | 09390       | 09139      |
| Ignaux                      | 126                     | 09110       | 09140      |
| Mérens-les-Vals             | 168                     | 09110       | 09189      |
| Montaillou                  | 17                      | 09110       | 09197      |
| Orgeix                      | 101                     | 09110       | 09218      |
| Orlu                        | 160                     | 09110       | 09220      |
| Perles-et-Castelet          | 219                     | 09110       | 09228      |
| Prades                      | 46                      | 09110       | 09232      |
| Savignac-les-Ormeaux        | 397                     | 09110       | 09283      |
| Sorgeat                     | 90                      | 09110       | 09298      |
| Tignac                      | 20                      | 09110       | 09311      |
| Vaychis                     | 35                      | 09110       | 09325      |